# 마이클 W. 캐롤

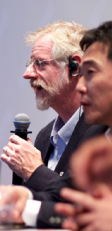
CC 글로벌 서밋 2015에서의 마이클 W. 캐롤

마이클 W. 캐롤(Michael W. Carroll)은 아메리칸 대학교의 법학 교수로 크리에이티브 커먼즈 창립 멤버 중 한명이다. 또한 과학 공공 도서관의 이사진 중 한명이며 국립과학학회에 2008년부터 13년까지 재직하기도 하였다.